# Reggie Knighton
Reggie Knighton, född 1953 i Mississippi, är en amerikansk rockmusiker, sångare och låtskrivare. Han var 1974–1975 gitarrist i bandet The Grass Roots. 1977 gav han ut sitt första soloalbum med namnet Reggie Knighton, en samling rocklåtar som delvis tog sig utanför den gängse ämnessfären i dåtidens låtskrivande. Texterna var underfundiga och originella. Följande år kom det andra och sista av hans album: Reggie Knighton Band. Inget av de två albumen nådde någon större framgång, men många rockentusiaster anser att de tillhör de mest underskattade under slutet av 70-talet.

## Diskografi

### Album
- Reggie Knighton (1977)
- Reggie Knighton Band (1978)

### Singlar
- "Clone in Love" (1977)
- "Rock 'N' Roll Alien" (1978)